# Johann Pleikard Bitthäuser

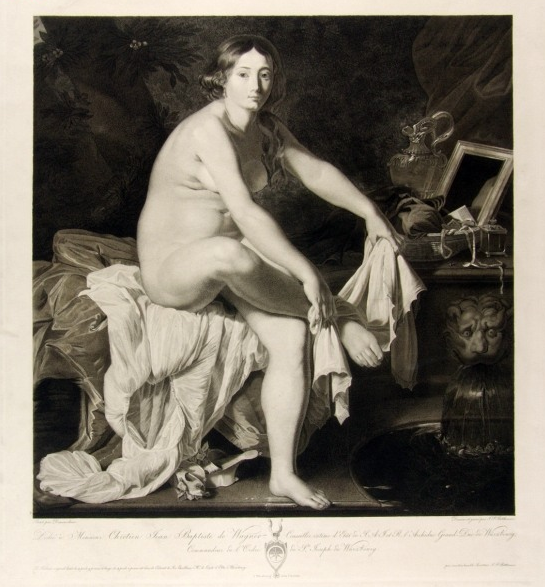
Badende nach Domenichino

Johann Pleikard Bitthäuser (* 4. oder 7. April 1774 in Bütthard; † 23. oder 24. Juli 1859) war ein deutscher Kupferstecher.

## Leben
Johann Pleikard Bitthäuser wurde bei Johann Gotthard Müller in Stuttgart ausgebildet und wurde 1804 Professor der Kupferstecherkunst in Würzburg. In Johann Friedrich Frauenholz’ Verlag wurden viele seiner Stiche veröffentlicht. Er schuf eine Kopie des Stichs von Morghen nach Leonardo da Vincis Abendmahl, eine Susanna im Bade nach einer Vorlage von Domenichino, eine Madonna nach Parmigianino, eine Unterredung des Kaisers Augustus mit Kleopatra nach Anton Raphael Mengs und zahlreiche Porträts, darunter eines des Bildhauers Philipp Jakob Scheffauer und ein Cranachporträt, das für Hellers Cranachmonographie bestimmt war und auch in Jäcks Pantheon der Literaten und Künstler Bambergs abgedruckt wurde.
Eine Zeichnung Bitthäusers, die das am 16. März 1945 verbrannte Porträt des Johann Melchior Söllner, das sich im Mainfränkischen Museum befand, wiedergibt, befindet sich in ebendiesem Museum. Sie stammt aus dem Jahr 1834. Ebenfalls im Original nicht erhalten blieb das Denkmal der Gattenzärtlichkeit und Volksliebe von Scheffauer. Eines der Basreliefs stach Bitthäuser nach einer Zeichnung von Jakob Gauermann.